# Фукс, Иоганн Леопольд
Иоганн Леопольд Фукс (нем. Johann Leopold Fuchs; 2 ноября 1785, Дессау — 3 [15] апреля 1853, Санкт-Петербург) — немецкий музыкальный педагог и композитор. Бо́льшую часть жизни провёл в России, где был известен как Леопольд Иванович, или Иван Иванович Фукс.

## Биография и творчество
Родился в Дессау 2 ноября 1785 года; по другим данным — 22 декабря 1785 года. 
Фукс приехал в Россию предположительно в начале XIX века. Жил и работал в Петербурге, где преподавал музыкально-теоретические дисциплины и игру на фортепиано. Среди известных учеников Фукса М. И. Глинка (взял несколько уроков гармонии и контрапункта в 1832-33), М. Д. Резвой, Ю. К. Арнольд (c 1835).
Труд Фукса «Практическое руководство к сочинению музыки», который был издан в Петербурге в 1830 на немецком языке (нем. Praktische Anweisung zur Komposition) и в русском переводе М. Д. Резвого, получил широкое распространение в русской музыкальной практике. Второе издание того же учебника вышло в переводе Арнольда в Петербурге в 1841 под заголовком «Краткое руководство к изучению правил композиции», а несколько позже (на немецком и русском языках, также в Петербурге) — под названием «Новая метода, содержащая главные правила музыкальной композиции…».
В 1834 году в Санкт-Петербурге сразу на трёх языках — немецком, французском и русском — опубликовал «Руководство к обучению первоначальным основаниям на фортепиано», которое пользовалось большой популярностью среди любителей музыки.
В 1843 году на немецком и французском языках издал в Лейпциге «Учение о гармонии для дам» (нем. Harmonielehre für Damen), представляющее собой руководство по гармонии в упрощённом изложении и с акцентом на практическое применении.
Среди музыкальных сочинений Фукса — кантата «Бог» (на текст оды Г. Р. Державина; премьера — Санкт-Петербург, 11 марта 1831) и оратория «Пётр Великий» (на немецкий текст Ф. А. Гельбке; премьера — Санкт-Петербург, 11 марта 1842).
Умер в Санкт-Петербурге 3 (15) апреля 1853 года и был похоронен на Смоленском лютеранском кладбище. С 1804 года был членом Санкт-Петербургского филармонического общества, которое после его смерти в течение 22 лет выплачивало пенсию его вдове — Луизе-Ренате Пассельберг (30.11.1794—26.07.1865).